# Canot cocasse
 (février 2017).

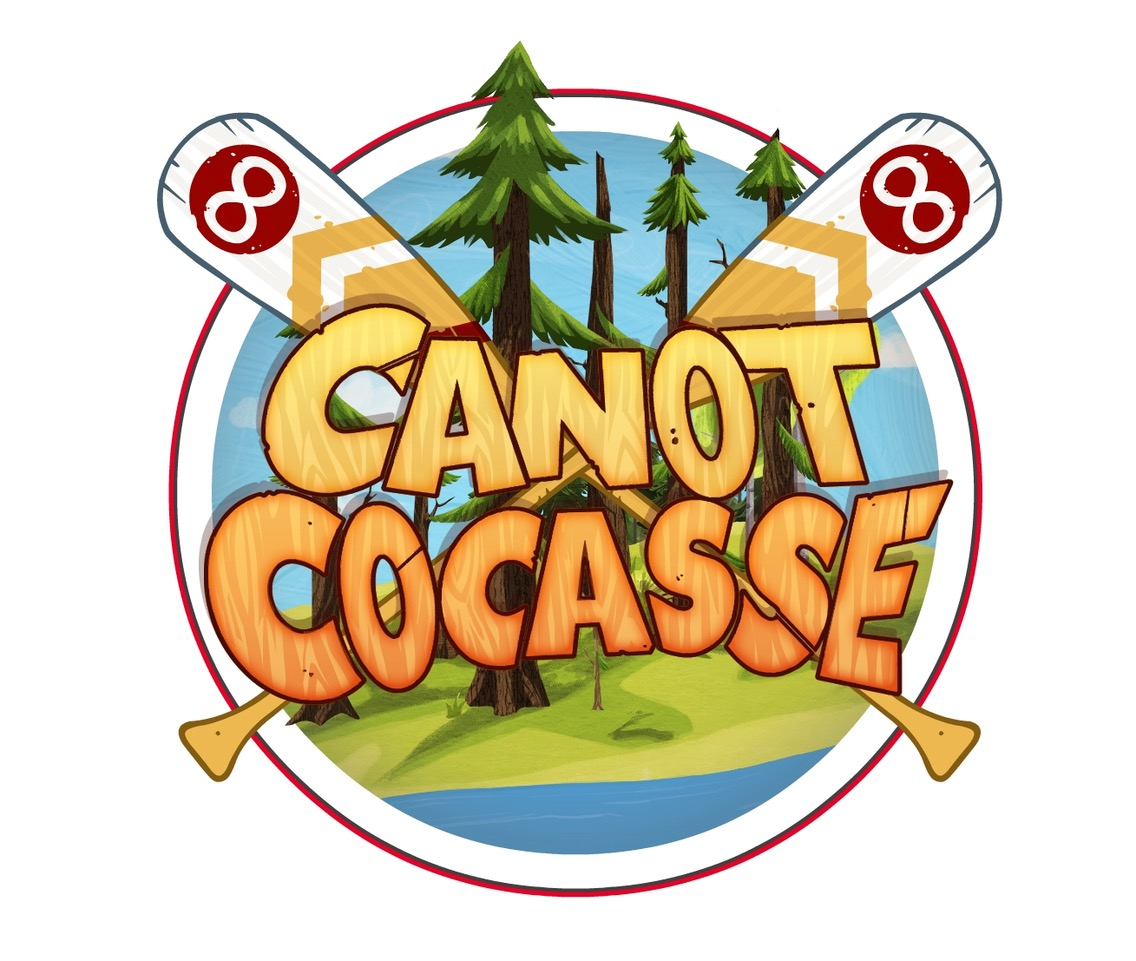
Logo de la série.

Canot cocasse est une émission de télévision d'animation jeunesse franco-canadienne  produite au Manitoba par Manito Média, et dont l'animation est réalisée par Loogaroo au Nouveau-Brunswick. 
La série est diffusée sur Unis, le Réseau de télévision des peuples autochtones (APTN) et Radio-Canada depuis 2017. Produite par Charles et Patrick Clément, la série raconte les aventures des campeurs du Camp Manitou Pam, Nico et Julie, qui sont accompagnés des voyageurs Max et Tibo, leurs moniteurs, et Tante Viola. Grâce à leur canot magique, ils font des découvertes extraordinaires, tout en faisant des apprentissages sur la vie en communauté, l'environnement et la culture métisse. Les deux premières saisons, réalisées par Danielle Sturk, sont en format hybride, soit avec des prises de vue réelles ainsi que de l'animation. Les saisons 3, 4 et 5 sont entièrement animées, et réalisées par Mélanie Albert.

## Description
Canot cocasse est une émission jeunesse éducative franco-canadienne. Au Camp Manitou, les trois campeurs, Pam, Nico et Julie, sont accompagnés de leurs moniteurs, Max et Tibo ainsi que Tante Viola. Ils partent à l'aventure à bord de leur canot magique pour faire des apprentissages sur la vie en communauté, l'environnement qui les entoure ainsi que les valeurs métisses ancestrales.
La chanson thème est écrite par Daniel Roy et interprétée par Marie-Josée Clément, Patti Kusturok, Joey Landreth et Murray Pulver.

## Personnages
- Pam, Nico et Julie : les campeurs du camp Manitou (joués par Josée Kornelson, Téo Pelletier-Lavack et Carmen Clément )
- Max et Tibo : les voyageurs et moniteurs du Camp Manitou (joués par Charles Clément et André Vrignon-Tessier)
- Viola : la tante (jouée par Marie-Anne Beaudette)

## Épisodes

### Saison 1 (2017)
1. Animal Totem
2. Bien dans mes souliers
3. Ça prend trop de temps
4. Grouille ou rouille
5. La Toupie rouge
6. Moi en premier !
7. Ça me fait peur !
8. Lièvre brun, Lièvre blanc
9. Respecter ton rythme
10. Infects insectes
11. J'attends, tu attends
12. La Chasse au bison
13. Mon idole, c'est moi !

### Saison 2 (2018)
1. Le mouchoir magique
2. Petit et puissant
3. Régler les conflits
4. Pam a du panache
5. Le Yéti vérace
6. La Joueuse de tours
7. Honneurs aux voyageurs
8. Pam et les Blanchons
9. Roche, Papier, Grenouilles
10. Tic tac trésor
11. Le Capteur de peurs
12. Courrier rapide
13. Pas de danse, Pas de loup

### Saison 3 (2019)
1. À chacun son nid
2. Pam et Touti
3. Nico crie au loup
4. Julie et le béluga moqueur
5. Les excuses de Pam
6. L'homme écureuil
7. Julie dans le blizzard
8. Pam et la chicoque
9. Le livre de Nico
10. Les trésors de Viola
11. Casse-tête et Caribou
12. Le safari boréal
13. Histoire de cadeaux

### Saison 4 (2020)
1. Cache-cache-camouflage
2. Le rodéo de Julie
3. L'épave hantée
4. Nico n'a pas de manières
5. Julie et la licorne des mers
6. Eau secours
7. Nico et son ami collant
8. La manie de Julie
9. Relaxe Max
10. La nuit des chauve-souris
11. Du repos pour tante Lolette
12. Le monstre du lac Manitoba
13. Pam prend son courage à deux mains

### Jeux cocasses
Le projet télévisuel est accompagné de nombreuses ressources numériques tels que des dessins à colorier, des œuvres d'art mais surtout 10 jeux numériques basés sur la série. Ces jeux ludo-éducatifs permettent aux petits de continuer d'apprendre avec leurs personnages préférés de la série mais sur un écran mobile ou un ordinateur. Ces jeux sont disponibles sur le site internet de Canot cocasse, le site web d'Unis TV et le site internet de Radio-Canada.

### Vidéos comptines karaoké
Les composantes numériques des saisons 4 et 5 offriront des comptines karaoké. Ces vidéos sont disponibles sur Youtube. 

## Fiche technique
- Concepteur : Charles Clément
- Réalisatrices : Danielle Sturk et Mélanie Albert
- Scénaristes 
  - saison 1 : Janine Tougas, Sophie Legault, Élaine Tougas, Yan Dallaire
  - saison 2 : Janine Tougas, Sophie Legault, Yan Dallaire
  - saison 3 : Janine Tougas, Sophie Legault, Manon Berthelet, Muguette Berthelet, Yan Dallaire
  - saison 4 : Janine Tougas, Christine Saché, Jean-Marc Pacelli
- Consultante au contenu : Sophie Legault
- Directeur de plateau : Daniel Lavoie
- Coach pour enfants : Elena Sturk Lussier
  - Saison 1 : Elena Sturk-Lussier, Félixe Sturk-Lussier, Janique Freynet-Gagné
  - Saison 2: Ainza Bellefeuille, Laura Lussier, Martin Tremblay.
- Directeur photo : Gabriel Lévesque
- Caméra : Charles Lavack, Andrew Forbes
- Prise de son : Norman Dugas
- Concepteur décors : Denis Duguay
- Musique : Daniel Roy et Norman Dugas
- Chanson thème interprétée par Marie-Josée Clément, Patti Kusturok, Joey Landreth et Murray Pulver
- Monteur : Dany Joyal
- Assistant monteur : Daniel Lavoie
- Effets spéciaux : Stephanie Boulet (pour PHI IMAGES)
- Sous-titrage malentendant et vidéodescription : Épilogue
- Producteur : Charles Clément
- Producteur exécutif : Patrick Clément
- Réalisation de l'animation : Loogaroo
- Produit avec la collaboration d' Unis TV, du Réseau de télévision des peuples autochtones et de Radio-Canada.
- Chef de la production originale pour UNIS TV : Anthony Cauchy
- Directeur des programmes pour UNIS TV : Pierre Gang
- Directeur des contenus pour Unis TV : Jérôme Hellio
- Directeur général d'APTN : Jean La Rose
- Chef des opérations pour APTN : Sky Bridges
- Directrice exécutive de la programmation et de la grille pour APTN : Monika Ille
- Gestionnaire de la programmation pour APTN au Canada Central: Nadia Gaudet
- Coordonnateur de la programmation pour APTN au Canada Central: Shelley MacDougall
- Radio-Canada Jeunesse: 
  - Première directrice: Christiane Asselin
  - Directrice: Nathalie Chamberland
  - Chef de contenu: Julie Toupin
- Produit avec la participation financière du Fonds des médias du Canada, du Fonds Bell, du Fonds SHAW Rocket, du Gouvernement du Manitoba (Programme de crédit d'impôt pour la production de films et de vidéos) et du Gouvernement du Canada (Programme de crédit d'impôt pour la production cinématographique ou magnétoscopique canadienne)
- Une production de Manito Média inc.